# Calvin Harris
Calvin Harris (narozen jako Adam Richard Wiles, * 17. ledna 1984 Dumfries) je skotský zpěvák, skladatel, producent a DJ. Jeho debutové album I Created Disco z roku 2007 s úspěšnými singly „Acceptable in the 80's“ a „The Girls“ bylo oceněno zlatou deskou. Napsal a produkoval nahrávky několika známým umělcům. Roku 2007 produkoval známý hit Kylie Minogue „In My Arms“, v roce 2009 zas anglickému rapperovi Dizzee Rascalovi singl „Dance Wiv Me“.
Jeho druhé album Ready for the Weekend vydané 17. srpna 2009 se vyšplhalo až na špičku v UK Albums Chart. Obsahuje singly „I'm Not Alone“, „Ready for the Weekend“, „Flashback“ a poslední „You Used to Hold Me“, který byl vydaný 8. ledna 2010.
Dne 29. dubna 2011 poprvé zahrála DJ Annie Mac na BBC Radio 1 nový singl „Bounce“ s komentářem, že jde o potenciální „summer smash“, letní šlágr. Dne 12. června 2011 singl „Bounce“ oficiálně vyšel na iTunes.

## Diskografie
- 2007: I Created Disco
- 2009: Ready for the Weekend
- 2012: 18 Months
- 2014: Motion
- 2017: Funk Wav Bounces Vol. 1
- 2022: Funk Wav Bounces Vol. 2